# Philadelphia 76ers 1995-1996
La stagione 1995-96 dei Philadelphia 76ers fu la 47ª nella NBA per la franchigia.
I Philadelphia 76ers arrivarono settimi nella Atlantic Division della Eastern Conference con un record di 18-64, non qualificandosi per i play-off.

## Roster
| N° | Naz.                   | Ruolo | Sportivo              | Anno | Alt. | Peso |
| -- | ---------------------- | ----- | --------------------- | ---- | ---- | ---- |
|    | Stati Uniti (bandiera) | G     | Greg Grant            | 1966 | 170  | 64   |
| 4  | Stati Uniti (bandiera) | AC    | Sharone Wright        | 1973 | 211  | 118  |
| 5  | Stati Uniti (bandiera) | G     | Elmer Bennett         | 1970 | 183  | 77   |
| 5  | Stati Uniti (bandiera) | G     | Scott Skiles          | 1964 | 185  | 82   |
| 7  | Stati Uniti (bandiera) | A     | Richard Dumas         | 1969 | 201  | 91   |
| 8  | Stati Uniti (bandiera) | G     | Trevor Ruffin         | 1970 | 185  | 84   |
| 9  | Stati Uniti (bandiera) | GA    | Sean Higgins          | 1968 | 206  | 93   |
| 11 | Stati Uniti (bandiera) | G     | Vernon Maxwell        | 1965 | 193  | 82   |
| 20 | Stati Uniti (bandiera) | G     | Greg Graham           | 1970 | 193  | 79   |
| 20 | Stati Uniti (bandiera) | G     | Greg Sutton           | 1967 | 188  | 77   |
| 21 | Stati Uniti (bandiera) | A     | Derrick Alston        | 1972 | 211  | 102  |
| 23 | Stati Uniti (bandiera) | AC    | Tim Perry             | 1965 | 206  | 91   |
| 23 | Stati Uniti (bandiera) | G     | Rex Walters           | 1970 | 193  | 86   |
| 25 | Stati Uniti (bandiera) | G     | Jeff Malone           | 1961 | 193  | 93   |
| 30 | Stati Uniti (bandiera) | A     | Tony Massenburg       | 1967 | 206  | 100  |
| 30 | Stati Uniti (bandiera) | A     | Trevor Wilson         | 1968 | 201  | 95   |
| 35 | Stati Uniti (bandiera) | A     | Clarence Weatherspoon | 1970 | 198  | 109  |
| 40 | Stati Uniti (bandiera) | AC    | Mike Brown            | 1963 | 206  | 117  |
| 41 | Stati Uniti (bandiera) | AC    | LaSalle Thompson      | 1961 | 208  | 111  |
| 42 | Stati Uniti (bandiera) | GA    | Jerry Stackhouse      | 1974 | 198  | 99   |
| 44 | Stati Uniti (bandiera) | A     | Derrick Coleman       | 1967 | 208  | 104  |
| 54 | Stati Uniti (bandiera) | A     | Ed Pinckney           | 1963 | 206  | 88   |
| 55 | Stati Uniti (bandiera) | AC    | Scott Williams        | 1968 | 208  | 104  |
| 76 | Stati Uniti (bandiera) | C     | Shawn Bradley         | 1972 | 229  | 107  |

## Staff tecnico
- Allenatore: John Lucas
- Vice-allenatori: Ron Adams, Maurice Cheeks, Tom Thibodeau